# Pacific City
Pacific City – jednostka osadnicza w Stanach Zjednoczonych, w stanie Oregon, w hrabstwie Tillamook, nad Oceanem Spokojnym. Pacific City położone jest nad rzeką Nestucca, w miejscu gdzie jej ujście tworzy zatokę Nestucca.
Powierzchnia jednostki wynosi 9,58 km². Populacja w 2020 wyniosła 1109 osób.